# フアンカン
フアンカン（仏: Fouencamps 国際発音記号 ( [[fwɛ̃kɑ̃]])）は、フランス北部のオー＝ド＝フランス地域圏のソンム県にあるコミューンの一つである。

## 地理
ボーヴ (Boves) からエリー＝シュル＝ノワイエ (Ailly-sur-Noye) までを丘の側を静かに下っていくように通じている道路 RD90 の道沿いに建物が建てられている。コンピエーニュ (Compiègne) からアブヴィル (Abbeville) まで通ずる旧称RN35　（国道35号線）、2018年時点では RD935 と名称が変更されている道路から簡単にアクセスできる。
アミアンから訪れた場合、ボーヴを通り過ぎて北西にフアンカンに来て、鉄道とアヴル川の間にある橋を渡る。その後、道は下り、アヴル川の橋に達する前に、ぽつんと建っている建物を何軒か通り過ぎ、道路の両側に広がる湿地の下生えを見ながら直角に曲がると、湿ったハーブから絶えず運ばれてくる泥の汚れが放置されていて道が泥だらけになっている。道路が鉄道を通過して2番目のカーブを曲がると、道はパリ北-リール線を支える5メートル以上の斜面を登っていく。1993年にユーロスターとタリスのサービスを提供するLGV北線の開業以来、パリ北-リール線は重要性を失っている。

### 水路測量
村は2つの小さな川、非常に湿った沼地、ノワイエ川とアヴル川の合流地点近くに位置している。合流後、アヴル川はアミアン自体で10キロメートル以上も流れていき、アミアンでソンム川に合流する。
1990年から1992年にかけて、アオサギのヒナの巣が見られた。

## 歴史
1697年3月28日に、司祭の住居で火事が起こり、教区の帳簿記録が消失した · 。
第一次世界大戦に出征したフランス軍人に贈られた 「第一次世界大戦十字勲章」 が 1920年10月28日に展示されていた。

## 政治と行政

### 行政および選挙
自治体は、1793年から2016年12月までソンム県のアミアン郡に属し、その後にソンム県のモンディディエ郡に移された。国会議員の選挙では、2012年以降、ソンム県の第2選挙区の一部となっている。
コミューンとは別基準のフランスの行政単位として存在しているカントン (canton)制度において、1793年以来、フアンカンはボーヴ・カントンの一部であった。フランス国内における2014年のカントン再編により、フアンカンはエリー・シュル・ノワイエ・カントンの一部に属すことになった。

### コミュニティ間の関係性
2001年5月11日、フアンカンは、県の条例で作られた「ヴァル・ドゥ・ノワイエのコミューン共同体」の一員であった。1994年に創設されたヴァル・ドゥ・ノワイエ地区で、自治体間協力の強化と簡素化に関する法律の規定に従って成立した。
2015年8月7日の共和国の新たな領土組織に関する法律の条項により、少なくとも15,000人の住民が必要とするEPCIを準備する為に、2015年10月にソンム県の知事は、県が課税権を所管している自治体の数を28から16に削減することを目指した新しいコミューン間広域連携推進県計画 (SDCI)のプロジェクトを提案した。
知事は、グラン・ロワイエのコミューン共同体 (CCGR)、モンディディエ・カントンのコミューン共同体 (CCCM)、サンテールのコミューン共同体、アーヴル・リュス・モレイユのコミューン共同体、といったコミューン共同体を列挙した後、2015年10月に人口22,440人と49のコミューンから構成される新しいコミューン共同体であるアーヴル・リュス・ロワイエのコミューン共同体の設立を発表した。2016年1月には相互連絡会とコミューン間広域行政県委員会と地方自治体および地方自治体協議会の好意的な意見に基づいて、統合が2016年12月22日の県の条例によって確定し、2017年1月1日に発足した。
自治体としてのフアンカンは、アーヴル・リュス・ロワイエのコミューン共同体 (CCALN)の一員となっている。

## 人口と社会

### 人口統計
住民の数の変化は、1793年以来、コミューンで実施された国勢調査で確認できる。2006年時点で、コミューンの公式人口は、フランス国立統計経済研究所によって調査年の年間記録が発行されている。国勢調査は現在、年間を通した情報収集に基づいており、5年間にわたってすべての地方自治体の版図を逐次カバーしている。住民10,000人未満の自治体では、5年ごとに全人口の国勢調査調査が行われ、中間年の公式の人口は内挿または外挿によって推定される。自治体にとっての新しい仕組みの枠組みによる最初の包括的国勢調査は2007年に実施されている。
2015年には、住民221人となり、2010年に比べて4.74％減少している。

### 宗教
フアンカンは、カトリック教会のサン・ドミス教区の一部である。

## 地方の文化と遺産

### 場所とモニュメント
- 市庁舎
- 戦争祈念施設

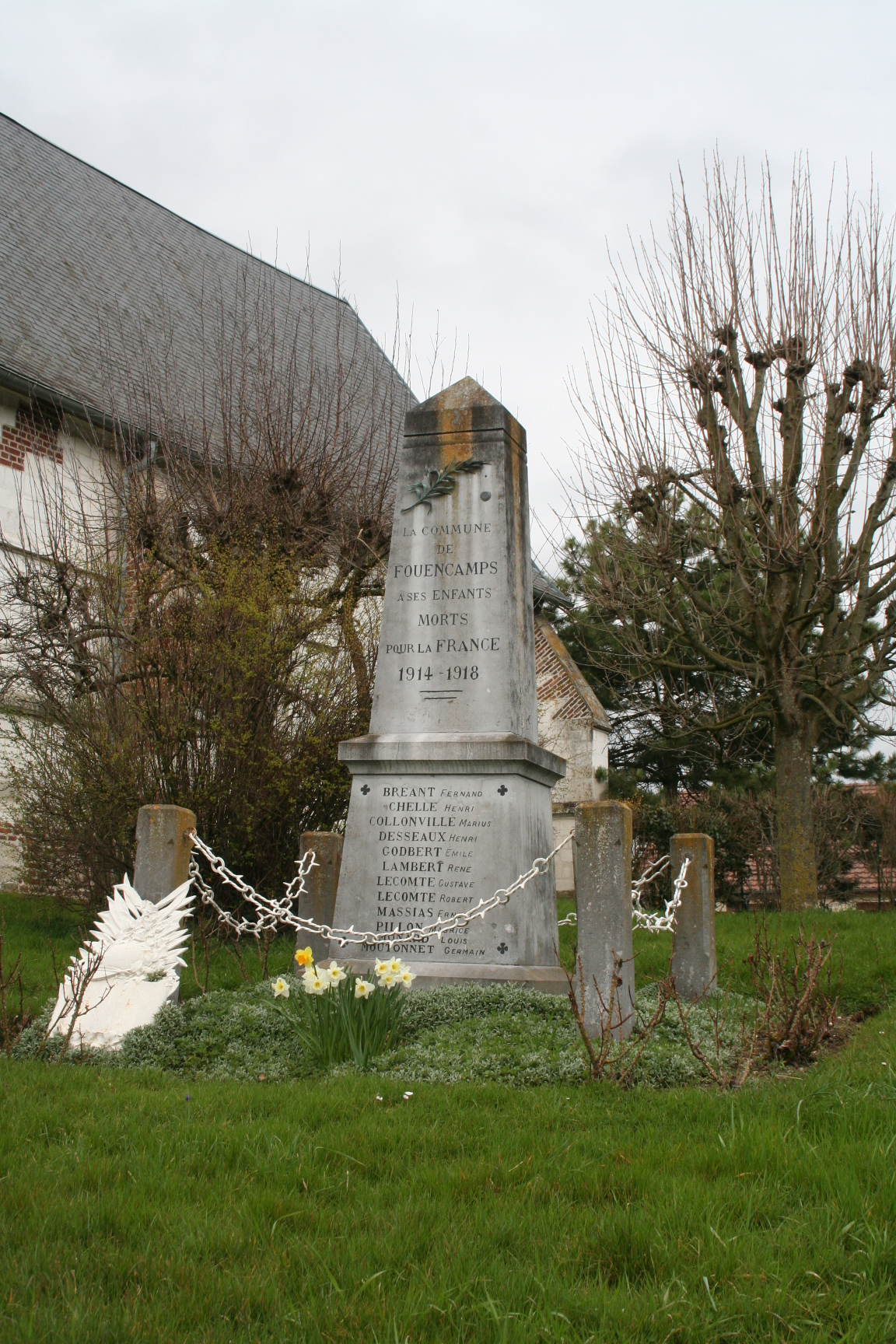
第一次世界大戦の戦争祈念施設

- Saint-Pierre-aux-Liensの教会[17] :元々石造りで建てられ、レンガで修復され、19世紀後半のガラス画家のLatteux-Bazinによってステンドグラスの窓に「天使による聖ペテロの救済」が描かれている[18]。

そこの典礼対象物には、12世紀の洗礼盤、ケルビムの頭を花輪とから草とバーレスクな人物の吹き流しで飾られた1597年建立の鐘、「Barbe de Parthenay」の紋章の付いた16世紀の聖水盤、パラクレートス修道院の19人の女子修道院長、16世紀の色彩豊かな木製の聖ペテロの像と同期間のおそらく栄光の処女聖女であるUlpheの像、18世紀の聖女カトリーヌ像などが納められている。
教会が所蔵している多くの19世紀の宗教芸術作品:聖女ジェルトルード (Sainte Gertrude) または聖女ユディト (Sainte Judith) が彫刻された木像,聖ロクスの色鮮やかな木像及び  聖ニクラと塩漬け壺を持った3人の聖職者 (saint Nicolas et les trois clercs au saloir) の一団を彫った木像、処女と子供が代表者として行進している金箔を貼った木像とキリストの十字架像。
18世紀半ばの画家であるL. Depageはキリストの十字架処刑の様子を描いた。
- 聖ドミス礼拝堂 (Chapelle Saint-Domice) は、南東のアイユ[33]へ向かう道中にあり、8世紀に聖人、助祭、聴罪司祭の為の隠遁生活用の住居として建てられた。

そこは1755年以来、「ナイフの刃」と呼ばれる石造りの屋根がレンガの建物の上にある造りになっている。初期の礼拝堂は、1267年にデュ・パラクレ・デ・シャン大修道院に属していた。1990年代初頭に古くからあった鐘楼を取り壊した。
礼拝堂には、18世紀にの分類された歴史的モニュメントとして塗装された木造のキリストの十字架像とと聖Ulpheの木像と石の台座に聖女コレットの木像が納められていた。
- 聖女Ulphe礼拝堂 (Chapelle Sainte-Ulphe) は、南西のコトンシーへ向かう道中にある。